# PrimeSense
PrimeSense est une société israélienne de détection 3D basée à Tel Aviv, présente en Israël, en Amérique du Nord, au Japon, à Singapour, en Corée, en Chine et à Taïwan.
L'entreprise a été rachetée par Apple pour 360 millions de dollars le 24 novembre 2013.

## Histoire
La technologie de PrimeSense avait été appliquée à l'origine aux jeux, avant de s'étendre à d'autres domaines par la suite. La société avait été fondée en 2005 pour explorer les caméras à détection de profondeur dont ils avaient fait la démonstration aux développeurs lors de la Game Developers Conference de 2006.
Un des produits phare de PrimeSense est la licence matérielle utilisée dans le système de détection de mouvement Kinect de Microsoft pour la Xbox 360 en 2010. Microsoft s'est alors engagé dans un partenariat avec PrimeSense, et développait les aspects logiciels supplémentaires ainsi que l'apprentissage automatique pour aider à la détection de mouvement.

## Distinctions
L'entreprise a été sélectionnée par le magazine MIT Technology Review comme l'une des 50 entreprises les plus innovantes au monde en 2011.
PrimeSense a remporté le prix de l'équipe de conception de l'année dans EE Times 2011 Annual Creativity in Electronics (ACE) 
PrimeSense a été honoré en tant que pionnier technologique du Forum économique mondial en 2013.